# Paul Baltes
Paul Baltes (ur. 18 czerwca 1939 w Saarlouis, zm. 7 listopada 2006 w Berlinie) – niemiecki psycholog i gerontolog, dyrektor działu badań psychologii rozwojowej w Instytucie Rozwoju Człowieka Instytutu Maxa Plancka (1980-2004). Był także honorowym profesorem psychologii na Wolnym Uniwersytecie w Berlinie, a od 2004, w niepełnym wymiarze czasu, profesorem na Uniwersytecie Wirginii.

## Życiorys
Jego, najczęściej interdyscyplinarne, badania skupiały się na badaniu rozwoju człowieka w przeciągu całego życia z uwzględnieniem takiej tematyki, jak inteligencja, pamięć, kontrola działania, mądrość, osobowość i modele adaptacyjnego (udanego) rozwoju. Po uzyskaniu doktoratu z psychologii (psychopatologia i fizjologia) na Uniwersytecie Kraju Saary w 1967 spędził pierwsze dwanaście lat kariery jako nauczyciel uniwersytecki w Stanach Zjednoczonych. Wrócił do Niemiec w 1980. Wielokrotnie (1977-1978, 1990-1991, 1997-1998)  pełnił funkcję wykładowcy w Centre for Advanced Study in Behavioral Sciences Uniwersytetu Stanforda. Był członkiem wielu akademii (w tym członkiem Amerykańskiej Akademii Sztuki i Nauki, Królewskiej Szwedzkiej Akademii Nauk), wiceprezesem Niemieckiej Akademii Przyrodników Leopoldina, a w 2000 otrzymał order Pour le Mérite. W 2001 odznaczony został Wielkim Krzyżem Zasługi z Gwiazdą Orderu Zasługi Republiki Federalnej Niemiec